# U–571 (film)
Az U–571 egy 2000-ben bemutatott amerikai háborús film Jonathan Mostow rendezésében. A forgatókönyvet Sam Montgomery és David Ayer készítette egy német tengeralattjáróról. A produkció főszerepében Matthew McConaughey, Harvey Keitel és Bill Paxton. A film a második világháborús időkben játszódik.
2000. április 17-én mutatták be az Egyesült Államokban, Magyarországon szeptember 21-től vetítették a mozikban. A film kasszasiker volt, két Oscar-díjra jelölték, és általánosságban pozitív kritikákat szerzett. Az U–571-es tengeralattjáró és az amerikaiak szerepe a történetben azonban viszályt szított Nagy-Britanniában. Tony Blair, a korábbi brit miniszterelnök, a brit katonák hőstetteinek sértéseként fogta fel a filmet, hiszen ők szerezték meg az Enigmát 1941-ben az U–110-es német tengeralattjáróról.

## Cselekmény
1942-ben, az atlanti csata idején, miután elsüllyesztett egy szövetséges konvojból származó kereskedelmi hajót, az U–571 német tengeralattjáró motorja súlyosan megsérült egy brit romboló mélységi bombáival. Günther Wassner kapitány, az U–571 kapitánya vészjelzést ad le, amelyet az amerikai hírszerzés lehallgat. Az amerikai haditengerészet S–33-as tengeralattjáróját átalakíttatja, hogy egy német utánpótlás-tengeralattjáróhoz hasonlítson. A legénység feladata, hogy megpróbálja ellopni az Enigma kódolóberendezést és elsüllyeszteni az U–571-et. A parancsnokságot azonban nem Tyler első tiszt kapja meg, aki számított a kinevezésre, hanem a felettese, Dahlgren kapitány.
Egy vihar során az S–33-as hajó beszálló csoportja meglepi és foglyul ejti az U–571-es legénységét. Miután biztosították az U–571-et, az amerikai S–33-ast megtorpedózza az érkező német utánpótlás tengeralattjáró. Dahlgrent leröpíti a fedélzetről és halálosan megsebesül; a tengerben vergődve megtagadja a mentést, és a zsákmányolt tengeralattjárón lévő Tyler-nek azonnal megparancsolja, hogy merüljön el. Miközben Dahlgren meghal, Tyler átveszi az U–571 parancsnokságát, és a felszín alá merül, ahol ezt követően megtámadják és elsüllyesztik az utánpótlás tengeralattjárót.
A javítások elvégzése és az energiaellátás helyreállítása után Tyler úgy dönt, hogy a mozgásképtelenné vált tengeralattjárót a cornwalli Land's End felé irányítja. Egy német felderítő repülőgép azonban kiszúrja őket, és feléjük tart egy német romboló. A német Wassner kapitány megszökik a fogságból, és megöli Tyler legénységének egyik tagját, de lekapcsolják, mielőtt szabotálhatná a motorokat. A romboló átküldi a legénységet, de mielőtt megérkeznének, Tyler parancsot ad, hogy a fedélzeti ágyúból adjanak le egy lövést, amely megsemmisíti a hajó rádiószobáját, megakadályozva, hogy az jelentse a helyzetet, és felfedje, hogy a szövetségeseknél van az Enigma. A tengeralattjáró ezután a német romboló alá merül, amely mélységi bombák ledobásába kezd. Tyler megpróbálja megtéveszteni a rombolót, hogy állítsa le a támadást, azáltal, hogy egy torpedócsőből törmeléket és egy halott legénységi tagot dob ki, ezzel színlelve saját megsemmisülésüket. A romboló azonban folytatja a mélységi bombák ledobását. Az U–571 600 láb (180 m) alá süllyed, és a nagy víznyomás miatt megsérül. Süllyedni kezdenek, és ezt csak irányíthatatlan emelkedéssel tudják visszafordítani. Tyler utasítja Trigger legénységi tagot, hogy merüljön alá a fenékvíz alá, és nyomás alá helyezze az egyetlen megmaradt torpedócsövet.
Trigger egy légtömlő segítségével lélegezhet az elárasztott rekesz belsejében. Elzárja a levegőszelepet a tatcsőhöz, de talál egy második szivárgást, amelyet nem tud elérni. A legénység rájön, hogy Wassner, annak ellenére, hogy meg van bilincselve, Morse-kóddal küldi a tengeralattjáró elfogását jelző jelet, ezért Hirsch megöli. Az U–571 súlyosan megsérülve kerül a felszínre, és áradni kezd, mivel képtelen kilőni az utolsó torpedóját. Az üldöző romboló a főágyúival tüzel: a sérülés megakasztja Trigger lábát, amikor már nem éri el a légtömlőt. Mivel nem tud visszafordulni, sikerül elzárnia a szelepet, mielőtt megfulladna. Tyler utasítja Tankot, hogy lője ki a torpedót; a romboló nem tud kitérni, és megsemmisül. Miközben a legénység megkönnyebbülten sóhajtozik, Tank jelenti Trigger halálát. A tengeralattjáró azonban súlyos károkat szenvedett, ezért a legénység az Enigmával a birtokában elhagyja. Mentőcsónakjukban végül az amerikai haditengerészet PBY Catalina repülőgépe veszi észre őket.

## Szereplők
| Szerep        | Színész             | Magyar hangja        |
| ------------- | ------------------- | -------------------- |
| Tyler         | Matthew McConaughey | Kaszás Attila        |
| Dahlgren      | Bill Paxton         | Dörner György        |
| főnök         | Harvey Keitel       | Szersén Gyula        |
| Emmett        | Jon Bon Jovi        | Stohl András         |
| Coonan        | David Keith         | Szabó Sipos Barnabás |
| Wassner       | Thomas Kretschmann  | saját hangján        |
| Hirsch        | Jake Weber          | Juhász György        |
| Wentz         | Jack Noseworthy     | Fekete Zoltán        |
| Trigger       | Thomas Guiry        | Hevér Gábor          |
| Rabbit        | Will Estes          | Seszták Szabolcs     |
| Eddie         | T. C. Carson        | Kálid Artúr          |
| Mazzola       | Erik Palladino      | Galambos Péter       |
| Tank          | Dave Power          | Rába Roland          |
| Griggs        | Derk Cheetwood      | Seder Gábor          |
| Larson        | Matthew Settle      | Vári Attila          |
| Mrs. Dahlgren | Rebecca Tilney      | n.a                  |

## Fogadtatás

### Kritikai visszhang
A filmet túlnyomó többségben kedvezően fogadta a kritika. A Rotten Tomatoeson 68%-os minősítést ért el 117 értékelés alapján, az összefoglaló szerint: „A kiváló operatőri munka és az érdekes cselekmény, valamint a tehetséges színészgárda és stáb teszi az U-571-et feszült thrillerré.” Mick LaSalle a San Francisco Chronicles-től azt írta: „Ha egy kétórás tengeralattjárós film megtekintése ennyire idegtépő, képzeljük el, milyen lehetett a valóságban.” Owen Gleiberman az Entertainment Weeklytől azt írta: „Olyasvalaminek a visszatérését jelképezi, amiről már attól tartottam, hogy végleg eltűnt: az ihletett műfaji varázslóét.” Michael Wilmington a Chicago Tribune-től azt írta: „A történelem és a filmes klisék furcsa, illékony keveréke.”
A MetaCritic 62 pontot ért el a 100-ból 35 vélemény alapján. Peter Travers a Rolling Stone-tól azt írta: „Egy fergeteges akció-kaland.” René Rodríguez a Miami Heraldtól azt írta: „Hangos és feltűnő, és jó ránézni, de nagyon gyorsan belefáradsz.” Todd McCarthy a Varietytől azt írta: „A tengeralattjáró mélyre hatol, de a történet sosem mélyül el az U-571-ben, egy jó öreg második világháborús filmben, amely csak a legfelületesebb módon izgalmas.”

### Bevétel adatai
A Box Office Mojo szerint a film nyereséges volt. A 62 millió dolláros költségvetés megduplázott bevétellel, 127 millió dollárral zárt.

## Fontosabb díjak és jelölések
| Esemény        | Díj       | Kategória         | Eredmény |
| -------------- | --------- | ----------------- | -------- |
| 73. Oscar-gála | Oscar-díj | Legjobb hang      | Jelölve  |
| 73. Oscar-gála | Oscar-díj | Legjobb hangvágás | Elnyerte |